# Stratovulkan
Stratovulkan eller keglevulkan er den mest kendte type af vulkaner. En stratovulkan er opbygget af mange lag (latin pl.: strata) af lava. Stratovulkaner er typiske i subduktionszoner, hvor to kontinentalplader støder sammen. Den har mere stejle skråninger og en mere tyktflydende lava end f.eks. skjoldvulkaner. Keglevulkaner har også et meget voldsomt gas-, røg- og askeudslip, som kan være farligt. Eksempelvis dækkede stratovulkanen Vesuv den romerske by Pompeji med aske.
| Geologi | Spire Denne artikel om geologi er en spire som bør udbygges. Du er velkommen til at hjælpe Wikipedia ved at udvide den. |

- Wikimedia Commons har flere filer relateret til Stratovulkan